# Eva (Nightwish)
Eva è un singolo dei Nightwish.
Primo singolo pubblicato dalla band dopo l'entrata di Anette Olzon, fu pubblicato il 25 maggio 2007, era disponibile solamente in formato digitale. Il ricavato derivante dai download del brano (0,99 euro l'uno) fu devoluto totalmente in beneficenza all'associazione tedesca Die Arche, che si occupa di aiutare i bambini in difficoltà.